# Gordisa, Baranya
Gordisa este un sat în districtul Siklós, județul Baranya, Ungaria, având o populație de 252 de locuitori (2011). 

## Demografie
Componența etnică a satului Gordisa
     Maghiari (70,08%)
     Romi (27,17%)
     Croați (1,57%)
     Germani (1,18%)
Componența confesională a satului Gordisa
     Romano-catolici (48,02%)
     Reformați (10,71%)
     Fără religie (6,35%)
     Necunoscută (34,92%)
     Alte religii (3,17%)
Conform recensământului din 2011, satul Gordisa avea 252 de locuitori. Din punct de vedere etnic, majoritatea locuitorilor (70,08%) erau maghiari, existând și minorități de romi (27,17%), croați (1,57%) și germani (1,18%). Nu există o religie majoritară, locuitorii fiind romano-catolici (48,02%), reformați (10,71%) și persoane fără religie (6,35%). Pentru 34,92% din locuitori nu este cunoscută apartenența confesională.